# Philcoxia goiasensis
Philcoxia goiasensis ist eine Pflanzenart aus der Familie der Wegerichgewächse, die ausschließlich in Brasilien vorkommt. Sie wurde erst im Jahr 2000 durch Peter Taylor anhand einer Aufsammlung von 1966 erstbeschrieben. Neuere Arbeiten ziehen in Betracht, dass sie fleischfressend sein könnte.

## Beschreibung
Philcoxia goiasensis ist eine einjährige, krautige Pflanze und erreicht eine Wuchshöhe zwischen 10 und 15 Zentimetern. Das Rhizom ist blattlos, die Wurzeln sind rund 0,2 Millimeter dick, die Sprossachse ist unverzweigt und 0,4 bis 0,6 Millimeter dick.
An der Sprossachse stehen sechs bis zwanzig Blätter. Die Blattstiele haben eine Länge von 2 bis 7 Millimetern, sind glatt und fadenförmig. Die Blattspreiten sind breit-elliptisch bis schmal-nierenförmig und messen 1,3 bis 2,6 Millimeter im Durchmesser.
Der aufrechte, fadenförmige und gewundene Blütenstand ist einfach oder verzweigt, wird 9 bis 15 Zentimeter hoch und ist im oberen Abschnitt mit Drüsen besetzt. Die Tragblätter sind eiförmig bis dreieckig und 0,2 bis 0,5 Millimeter lang.
Die Blütenstiele sind annähernd aufrecht, 12 bis 27 Millimeter lang und zur Spitze hin besetzt mit rund 0,2 Millimeter langen Drüsenhaaren, die ein klebriges Sekret ausscheiden. Diese Drüsen finden sich auch auf den schmal-eiförmigen und spitz endenden Kelchblättern, die rund 0,7 Millimeter lang und rund 0,3 Millimeter breit sind. Die blassblaue, dunkler nervierte Krone hat eine rund 4 Millimeter lange, am Ansatz 0,5 Millimeter breite gelbe Blütenröhre, die sich zum Schlund hin verbreitert. Die Lippen der Krone sind zweilappig, die obere ist circa 2 Millimeter lang, die untere 1,5 bis 1,8 Millimeter lang.
Der Staubfaden ist teilweise verwachsen, insgesamt 0,25 Millimeter lang und bogenförmig, der verwachsene Teil ist fein behaart, der Staubbeutel 0,4 Millimeter lang und elliptisch. Der Fruchtknoten ist leicht abgeflacht elliptisch, rund 0,5 Millimeter lang, der Griffel zur Spitze hin abrupt vergrößert. Die annähernd runde Kapselfrucht hat einen Durchmesser von 1,5 Millimetern, die Samen sind breit elliptisch, rund 0,3 Millimeter lang, ihre Oberfläche ist glänzend und körnig bis netzartig.

## Verbreitung
Die Art ist endemisch im brasilianischen Bundesstaat Goiás, wo sie auf offenen Standorten mit reinen Quarzsandböden im Cerrado wächst.

## Botanische Geschichte
Erste Exemplare der Art wurden 1966 aufgesammelt und waren vorläufig zu den Wasserschlauchgewächsen (Lentibulariaceae) gestellt worden. Peter Taylor von Kew Gardens bestimmte sie jedoch in Zusammenarbeit mit David Philcox Anfang der 1970er Jahre als bisher unbeschriebene Gattung der Braunwurzgewächse (Scrophulariaceae). Eine Beschreibung von Gattung und Art begann Taylor zwar, vollendete sie aber über zwei Jahrzehnte lang nicht; das Material blieb unbearbeitet in seiner Hand. Erst im Rahmen einer unabhängig begonnenen Erstbeschreibung der Gattung anhand der später gefundenen Philcoxia bahiensis und Philcoxia minensis wurde die Art dann 2000 mit erstbeschrieben.

## Nachweise
- Peter Taylor, Vinicius Castro Souza, Ana Maria Giulietti und Raymond Mervin Harley: Philcoxia: a new genus of Scrophulariaceae with three new species from eastern Brazil. In: Kew Bulletin. 55, 2000, S. 153–163
- Peter W. Fritsch, Frank Almeda, Angela B. Martins, Boni C. Cruz, D. Estes: Rediscovery and Phylogenetic Placement of Philcoxia minensis (Plantaginaceae), with a Test of Carnivory. In: Proceedings of the Californian Academy of Sciences. 58(21), 2007, pp. 447–467, PDF online